# Schooled (película)
Schooled (2007) es una película independiente estadounidense de género dramático, escrita y dirigida por Brooks Elms, y producida por Brian Hennessy y  Lorenda Starfelt. La película sigue a un tradicional maestro de escuela de la Costa Este (Daniel Kucan), que se involucra con algo notradicional lo que conduce a cambios significativos en su filosofía personal y estilo de vida. La película tiene como coprotagonista a Alysia Reiner, Ashley Argota entre otros y fue coeditada por Frederick Marx, el escritor, productor y coeditor del documental de 1994 Hoop Dreams.

## Producción
Schooled se rodó con un presupuesto limitado en los alrededores del condado de Los Ángeles en 2005-2006.

## Lanzamiento
Schooled se estrenó en el Method Fest Independent Film Festival en Calabasas, California, donde fue nominada a "Mejor Reparto". De acuerdo con la Organización de Recursos de Educación Alternativa (Alternative Education Resource Organization), la película "irrumpió en las conferencias de educación en todo el mundo, incluyendo: Nueva York, San Francisco, Dallas, y Sídney, Australia". También fue presentada en 2008 en la Conferencia Europea de Educación Democrática (European Democratic Education Conference). La película tuvo su estreno en la costa este en el Queens International Film Festival.

## Impacto
Desde su lanzamiento en 2007, la película ha generado un debate entre las comunidades que contemplan la participación en la educación alternativa.